# Sainte-Marthe (Lot e Garonna)
Sainte-Marthe è un comune francese di 492 abitanti situato nel dipartimento del Lot e Garonna nella regione della Nuova Aquitania.

## Società

### Evoluzione demografica
Abitanti censiti